# Flemington (Geórgia)
Flemington é uma cidade localizada no estado americano de Geórgia, no Condado de Liberty.

## Demografia
Segundo o censo americano de 2000, a sua população era de 369 habitantes.
Em 2006, foi estimada uma população de 349, um decréscimo de 20 (-5.4%).

## Geografia
De acordo com o United States Census Bureau tem uma área de
12,2 km², dos quais 12,2 km² cobertos por terra e 0,0 km² cobertos por água.

## Localidades na vizinhança
O diagrama seguinte representa as localidades num raio de 16 km ao redor de Flemington.